# ویلیام موکت
ویلیام موکت (انگلیسی: William Mocquet؛ زادهٔ ۲۳ ژانویهٔ ۱۹۸۳) بازیکن فوتبال اهل فرانسه است.
از باشگاه‌هایی که در آن بازی کرده‌است می‌توان به باشگاه فوتبال ساندرلند، باشگاه فوتبال بری، باشگاه فوتبال لو آور، و باشگاه فوتبال روچدیل اشاره کرد.
وی همچنین در تیم ملی فوتبال زیر ۲۱ سال فرانسه بازی کرده‌است.